# 栃木山守也
栃木山 守也（とちぎやま もりや、1892年2月5日 - 1959年10月3日）は、栃木県下都賀郡赤麻村（現：栃木県栃木市藤岡町赤麻）出身で出羽海部屋に所属した大相撲力士。第27代横綱。本名は中田 守也（なかた もりや）（旧姓：横田）。

## 来歴

### 妻を残して単身上京
1892年2月5日、栃木県下都賀郡（現：栃木県栃木市藤岡町赤麻）の農家に長男として生まれる。遅くに誕生した男子だったことで「家を守り立てて欲しい」との願いから“守也”と名付けられた。幼少期から家業を手伝いつつ漢学塾に通いながら、自宅近所にあった岩船山の石を人力トロッコで渡良瀬川へ運ぶ仕事に従事し、強健な体になる。17歳で結婚するが、18歳の時に妊娠中だった妻を残して上京し、出羽ノ海部屋に入門する。歴代横綱の中で、自ら志願して角界入りした者は非常に珍しい。入門の動機としては「鉱毒によって衰える郷里に絶望した」とも「親の決めた許婚者と性格が合わなかった」とも言われるが、栃木山自身が入門の経緯を最期まで話さなかったためはっきりしていない。

### 「近代最強力士」へ
1911年2月場所に序ノ口で初土俵を踏むと負け知らずのまま番付を上げ、1913年5月場所の幕下まで21連勝を記録した。入幕までに喫した黒星は僅か3のスピード出世だったにもかかわらず、栃木山の軽量さから出羽ノ海からもほとんど顧みられず、幕下にあがったころ稽古場で「あの小さいの（栃木山）、えらく強いが、あんなのうちの部屋にいたか?」と言われたという逸話がある。
新小結に昇進した1916年5月場所8日目、当時56連勝中だった太刀山峯右エ門をもろ差しから一気に寄り切る殊勲の星を挙げ、号外が出るなど東京中が大騒ぎとなった。栃木山は勝利して花道を引き揚げる途中に背中へ百円紙幣が2枚貼られ、一晩の祝儀が1万2千円（当時）に達したが、場所後に仲間を引き連れて豪遊したために僅か3日で使い果たしたという。
翌1917年1月場所で新関脇となって6勝3敗1休の成績で、大関・大錦卯一郎は全勝優勝で場所後の横綱昇進を決めた。こうなると同じ片屋に大関が不在になってしまうため、栃木山は同時に大関昇進を果たす。これは2019年現在まで、同部屋の力士が横綱・大関に同時昇進を果たした最後の例になっている。
1917年5月の新大関の場所は、４日目の敷島戦で預かりとなるが、実際は栃木山の勝ちとされて陰星を与えられる。千秋楽は中入り前の相撲に勝って９勝１預かりとなり、その直後に初の優勝杯を受けた。前日まで、西13枚目の大潮が9戦全勝で、大潮が千秋楽に勝てば優勝と思われるのに、こうした処置が取られたのは、栃木山の４日目の預かり（陰星）を白星とみなしたからである。なお、栃木山は前場所8日目から、新横綱の場所の7日目まで、この預かりを挟んで29連勝しているが、小島貞二の『大相撲名力士100選』などでは30連勝とされている。これもこの預かりを白星とみなしたためであろう。
以後、1918年5月場所の横綱昇進を挟んで1919年1月場所まで5連覇を達成し、合計9回の優勝を成し遂げている。大関昇進後はほぼ全ての場所で優勝争いに加わり、風邪で途中休場した1場所を除いて9場所で優勝、6場所で半星差の優勝次点、残る1場所は優勝力士との間に半星差の優勝次点力士を挟んで1勝差の3位相当だった。1920年5月場所は8勝1分1預ながら、優勝者は9勝1敗の大錦、翌年1月場所も無敗だったが預り1つの差で大錦が優勝している。幕内の勝率は.878だが、横綱在位中の勝率は.935である。栃木山以降で横綱での最終勝率が9割を超えた者は出ておらず、この安定感をもって近代最強力士に推す意見も多い。
横綱土俵入りは上げた四股の足を戻す際に両足に化粧廻しが挟まることが目立っていたようであり、腹が出ていないことでこうなりがちであったという分析も存在する。

### 突然の引退発表
1924年1月場所から1925年1月場所まで3場所連続優勝の後、次の5月場所直前に突然の引退を表明する。引退の理由については、横綱として3連覇しながら張出のままとされた番付面での不満、頭髪の衰えを気にしてなどの諸説があるが、本人は「力が衰えてから辞めるのは本意ではない。今が華だと思うから」とだけ語った。
この引退は、「衰えを感じさせない鮮やかな引き際」として、現在まで横綱のあるべき姿としてよく例に引かれる。しかし、1923年9月1日に発生した関東大震災によって国技館が損失するなど相撲界が苦難の時期にあった当時、第一人者の突然の引退には「角界全体のことより自身の美意識を優先した身勝手な引退」との批判も強かった。まだこの時期は西ノ海嘉治郎・常ノ花寛市の2横綱が存在していたが栃木山は2人より圧倒的に強く、周囲は誰しも栃木山の引退には断固反対、中にはまだ5年は務まるとの声まであった。

### 名門・春日野部屋創立
引退後は、養父である木村宗四郎の持ち株であった年寄・春日野（8代）を襲名した。当時は「分家を許さず」の不文律があった出羽ノ海部屋から例外的に独立を許され、春日野部屋を創立した。不文律の作者・常陸山が唯一認めた例外で、養父の名跡を受け継ぐものであると同時に栃木山自身を人物的に高く評価していたためだった。独立以降も盛んに出羽海部屋の稽古場を行き来し、単なる本家・分家以上の親密な関係を築いていった。1922年に常陸山が没して後継問題をめぐって紛糾した折には出羽海後継の有力候補と見なされたが、すでに独立を許されている身だからと一番に身を退いた。引退後の1926年3月から約1年間は欧米巡遊に出発した。
引退後の1925年11月、第1回明治神宮例祭奉祝全日本力士選士権大会に年寄・春日野として出場し、準決勝・決勝と現役横綱である常ノ花、西ノ海嘉治郎（3代）を連破して優勝を果たした。1931年の「第1回大日本相撲選士権」にも参加、引退からすでに6年を経過していたことから周囲の予想も高くはなかったが自慢の怪力と鋭い取り口は健在で、大関・玉錦三右衛門、関脇・天竜三郎ら現役三役を相次いで破って優勝した。「玉錦らには以前から稽古をつけていて、その取り口を知っていたのではないか」「現役力士側に遠慮があったのではないか」などの意見もあるが、ともかく栃木山の引退が衰えによるものでは無かったことを証明してみせた形だった。また13尺土俵の時代に一時代を築いた栃木山が現在と同じ15尺土俵でも変わらず強かったという意味でもこの逸話は重要な意味を持つ。
1932年1月に起きた春秋園事件では、取締陣総辞職の後を受けて協会取締に就任し、兄弟子だが年下の出羽海（常ノ花）を補佐した。
春日野部屋を創立させた当初は、相模川佶延は横綱間違い無しとも言われたが関脇止まり、鹿嶌洋起市もすぐ三役昇進できると言われたが現役死亡するなど、弟子が育たず困難続きだった。しかし、戦後は栃錦を横綱に昇進させるなど晩年は賑やかな様相を呈した。この他、後に幕内を代表する力士へ成長する栃ノ海晃嘉・栃光正之も栃木山存命時の入門である。

### 晩年
1952年5月31日には、蔵前仮設国技館で赤い綱を締めて露払いに藤島、太刀持ちに現役横綱・羽黒山政司を従えて還暦土俵入りを披露した。1958年に日本相撲協会が決定した停年制の実施に伴い1961年の停年が決定していたが、1959年10月3日に脳血栓のため死去。67歳没。没後は政府より相撲界初となる勲四等瑞宝章を追贈されたほか、年寄・春日野と春日野部屋は栃錦清隆が二枚鑑札で継承した。

## 人物

### 全盛期の取り口
太刀山の繰り出す強烈な突っ張りに対抗して磨いた出足鋭い押し相撲が最大の特徴である。天竜は「立合いに自分が用心していないと（栃木山の）出足で自分の首に電気が走って痛めるほど」という。先に述べたような怪力の右手で追っ付けられた相手は、栃木山の怪力で腕が捻じ切られるのではないかと思ったという。利き手の左筈押しは栃木山の十八番で、右追っ付け・左筈押しの型になれば盤石だった。
右で相手の左肘下を掴んで捻り上げてから左を浅く覗かせて返すと、腰を割ったまますり足の凄い出足で押す一点張りである。そのすり足によって土俵に土煙が舞い、勝負の決まった後には栃木山のすり足によって出来た鉄道のレールのような二本の平行線がくっきり残ったという。自身は相手のまわしを取らないかわりに相手にも自身のまわしを取らせなかったが、もし相手に取られれば必ず切ってから攻めに入った。このように栃木山は筈押しの完成者とも言われ、天竜も「相撲の型を完全に身につけた力士は栃木山が最後だろう」と認めるほど、近代相撲の開祖とも評される。
幕内で2度以上対戦した力士で通算で負け越したのは太刀山（1勝2敗）と2代朝潮（1勝3敗）だけである。朝潮には5連覇中で唯一の黒星を付けられたが、これが無ければ栃木山は54連勝を達成していた。他には清瀬川敬之助を苦手とし、大関昇進後に唯一2敗（6勝）している他、2分1預がある。
一方で鳳谷五郎には滅法強く、初顔合わせから2場所連続で金星を奪うなど5勝1敗とカモにし、3代西ノ海には3勝1分。大錦・常ノ花とは同部屋に所属していたことから本場所での対戦は無かったが、稽古での力量差は歴然だったという。この両者とは1922年に行われた大坂相撲との合同による「第1回国盗り大相撲」（出身地別に東西に分かれての対抗戦）で対戦し、特に9日目の大錦との全勝同士の取組は事実上の優勝決定戦として注目され、開催地が大阪ということもあって「大阪出身の大錦に花を持たせるのではないか」との周囲の予想もあったが、あっさり押し出しで勝利、千秋楽（10日目）は常ノ花も破って全勝優勝を果たした。
押しの速攻は横綱土俵入りにも現れ、非常に速いものだった。この速さは弟子である栃錦に受け継がれた。

### 栃木山の体重
19歳で既に19貫（71kg）、20歳で20貫（75kg）、21歳では21貫（79kg）と年齢と貫目が同じ数字で増えていき、27歳で27貫（101kg）になった。巡業から帰って、稽古過多で27貫になると稽古量を減らし、場所初日には必ず「27貫500（103kg）」丁度に調整する。場所後に一息付いたことで28貫（105kg）になると、「身体に汗が貯まった」と言っては猛稽古で汗を絞り出し、体重が27貫を下回れば稽古量を減らして増量させるなど、本場所中は必ず自己ベストである「27貫500」を維持していた。栃錦は「身体が小さくても本当に強かった横綱は（自分の目で見て来た中では）3人。師匠である栃木山、若乃花、千代の富士だけだ」と、相撲協会理事長を務めていた当時に語っている。
体重103kg（27貫500）は歴代横綱でも最軽量で、上記の逸話などから小兵力士のイメージが強いが、当時は体重が100kg未満の力士が大半であったため、中量級といえる体躯だった。栃木山の5連覇中に対戦のあった19人の関取の中で、約半分の9人が90kg台の力士だった。本人は小島貞二との対談で「現役当時は30貫あれば巨漢力士だったから自分が小さいと感じたことはなかった」と発言したことがある。しかし、その栃木山も100kgを超える体重であり、歴代横綱の中で体重が100kg未満の者は存在しない。

## エピソード

### 入門前
- 当人が酒飲み話にこぼしたものとして春日野部屋に伝わる逸話では、入門前に栃木の星宮神社の30貫（約112.5kg）ほどの手水石を力試しに持ち上げたところ、頭上まで差し上げることが出来たという。この時、自分のその腕力を活かした道へ進みたいと考えたともいう。なお、星宮神社には栃木山が亡くなった後の1960年に栃木山の顕彰碑が建立された。碑文は当時の時津風相撲協会理事長によるものである。

### 現役時代
- 海に面していない栃木県出身のため、幼少時代に海を見たことがなかった。そのため、入門後に乗った汽車の窓から初めて海（東京湾）を見て、「でっかい川だなあ」と発言したと伝わる。この時、一緒に乗っていた兄弟子の宇都宮新八郎は、後々までこれを話の種にしていた[9]。
- 1922年には力士の出身地別に東西を分けた東西対抗相撲「国分け大相撲」でも優勝し賞金を郷里に寄付した[10]。
- 当時としては非常に珍しい左利きだったが、指導した若者頭から「左を効かせるためには右も強くしろ」と言われ、それを守って強くなったと伝わる。その怪力を伝える逸話として、秋の収穫時に巡業地の駅の端の方に米俵（60kg）が三角の山に積んであった。ある雨の日、栃木山が左手で傘を持ち、高下駄を履いたまま右手で縄を掴んで真ん中の俵を引き抜き、そのまま肘も曲げずに差し上げ、また三角の山の真ん中に差し込んでおいたという。
- 当時の出羽海部屋には、玉錦三右エ門（1938年に現役のまま死亡）のように他部屋から預けられた力士も大勢いたが、栃木山はそういった力士にも区別なく稽古を付けていた。玉錦はその時の恩義から生涯栃木山には頭が上がらなかったとされる。また、出羽ヶ嶽文治郎のように他の力士が稽古したがらない巨漢力士との稽古も積極的に行なった。

### 親方・晩年
- 第1回全日本力士選士権で栃木山（春日野）が優勝した時には、周囲からは「年寄が勝ってどうするんだ」「相撲をつぶす気か」と、あるいは冷やかされあるいは本気で叱責されたという。22代木村庄之助は「春日野さんがあまりにも強すぎた」と述べたが、当時の現役力士は「非常に弱いのではないか」との疑惑が起きた。翌年の同大会では選手権保持者として出場し、トーナメントで勝ち残った玉錦と三番勝負でストレート負けを喫したが、その配慮があった可能性がある。以降、第3回大会からは現役力士のみが出場することになった。
- 怪力は親方になってからも衰え知らずで、1955年のある日、栃光と付き人が動かせなかった大火鉢を1人で軽々と運んでしまった。また、引退後に渡米した際にある酒場で飲んでいると、腕力に自信のある酔客[注 12]が力比べを挑み鉄棒をへし曲げて挑発したが、落ち着き払って同じ鉄棒を元のように真っ直ぐに戻してみせ、何食わぬ顔で「こうしておいた方が便利なのに…」と言ってのけたともいう。
- 年寄としては「この人が本当にそんなに強かったのか」といわれるほど、春風駘蕩で知られた。「力士は寡黙であれ」が美徳とされた時代から、「記者のむこうに数百人の読者がいるのだから」と弟子たちにマスコミ対応を徹底した。また言葉遣いなどにも厳しく、鳴門海一行が徴兵されて出征する際に「行ってきます」と言ったのを聞きとがめられ、「『行ってまいります』だろ?」と叱咤されたことを回想している。
- ある場所で春日野部屋の関取がよりによって全員黒星をもらって帰ってくると、「おまえたちは弱いんだなぁ・・」と落胆したが、「全くウチの親方ときたら、およそ弱いって事を知らないんだから困ったもんだよなあ。」と鳴門海が返し、そこにいた力士一同笑いに包まれ春日野も苦笑するしかなかった。その春日野の現役時代は大関以降わずか8敗しかしていないとてつもない強豪力士、負けはほとんど知らない事を鳴門海が伝えたものである。ちなみに春日野の大関以降の成績は134勝8敗5分4預で勝率にすると.943となる。
- 自身の親方時代の部屋の食糧事情は良かったといい、ちゃんこでも幕下、三段目と若い衆にも平等に行き渡るように階級別に材料を分け、番付下位の力士の食糧事情の改善にも努めた[11]。栃ノ海の証言によると、関取衆には非常に厳しいが取的にはとても優しかったといい、ちょっとでも怪我をすると栃ノ海は栃木山に気にかけてもらった[12]。
- 栃錦の横綱昇進が決まった時、喜び勇んでいた栃錦に向かって、「今日からは毎日、辞める時のことを考えて過ごせ」と言い渡した。横綱は他の力士と違って降格を許されない地位であり、体力が衰えて横綱の地位に見合った好成績を出せなくなれば早期引退以外に選択肢は無いため、横綱は昇進決定時から常に「引退」の覚悟を持ち続けていなければならないという意味の説教であった。3場所連続優勝という絶頂期に突然引退した過去を持つ春日野からこの説教を言い渡された栃錦は、それまで浮ついていた気持ちが一気に引き締まったと後年語っていた。
- 一世を風靡した横綱にしては郷里・栃木県への寄贈品がとても少なく、多くは栃木山の没後に年寄・春日野の名跡を継承した栃錦清隆が名代として行ったものである。
- 10代春日野から部屋を継いだ11代春日野は、部屋の改修の際に天井に扇風機用のコンセントが付いていることに気が付き、「夏場の稽古の効率を考えたんだ。あの時代にねえ」と8代春日野の時代を先取りした合理性に驚いていた[13]。

## 主な成績
- 通算成績：197勝26敗7分5預24休　勝率.883
- 通算幕内成績：166勝23敗7分4預24休　勝率.878
- 横綱成績：115勝8敗6分3預22休　勝率.935
- 大関成績：19勝1預 勝率1.000
- 現役在位：30場所
- 幕内在位：22場所
- 横綱在位：15場所
- 大関在位：2場所
- 三役在位：2場所（小結1場所、関脇1場所）
- 金星：2個（鳳谷五郎）
- 金星配給：5個
  - 金星配給率：1場所あたり0.30個
- 各段優勝
  - 幕内最高優勝：9回（1917年5月場所、1918年1月場所・5月場所、1919年1月場所・5月場所、1923年1月場所、1924年1月場所・5月場所、1925年1月場所）
  - 幕下優勝：1回（1913年1月場所）

### 場所別成績
| 1911年 （明治44年） | （前相撲）              | 東序ノ口29枚目 5–0          |
| 1912年 （明治45年） | 東序二段37枚目 5–0      | 東三段目46枚目 3–0 (1預)    |
| 1913年 （大正2年） | 東幕下49枚目 優勝 5–0   | 西幕下11枚目 4–1            |
| 1914年 （大正3年） | 西十両10枚目 4–1        | 東十両4枚目 4–1             |
| 1915年 （大正4年） | 東前頭16枚目 8–2        | 東前頭2枚目 5–4 (1引分) ★   |
| 1916年 （大正5年） | 東前頭筆頭 7–3 ★        | 東小結 6–3–1                |
| 1917年 （大正6年） | 西関脇 6–3–1            | 西大関 9–0 (1預)            |
| 1918年 （大正7年） | 東大関 10–0             | 東張出横綱 9–1              |
| 1919年 （大正8年） | 東横綱 9–0–1            | 東横綱 10–0                 |
| 1920年 （大正9年） | 東横綱 8–2              | 西張出横綱 8–0 (1預)(1引分) |
| 1921年 （大正10年） | 西張出横綱 9–0 (1預)    | 東張出横綱 9–1              |
| 1922年 （大正11年） | 東張出横綱 8–1 (1預)    | 西横綱 7–1–1 (1引分)        |
| 1923年 （大正12年） | 東張出横綱 8–1 (1引分)  | 西横綱 1–0–9 (1引分)        |
| 1924年 （大正13年） | 西横綱 9–0 (1引分)      | 東張出横綱 10–1             |
| 1925年 （大正14年） | 東張出横綱 10–0 (1引分) | 西張出横綱 引退 0–0–11      |
| 各欄の数字は、「勝ち-負け-休場」を示す。 優勝 引退 休場 十両 幕下 三賞：敢=敢闘賞、殊=殊勲賞、技=技能賞 その他：★=金星 番付階級：幕内 - 十両 - 幕下 - 三段目 - 序二段 - 序ノ口 幕内序列：横綱 - 大関 - 関脇 - 小結 - 前頭（「#数字」は各位内の序列） |                         |                             |

## 改名歴
- 栃木山 専成（とちぎやま せんじょう）1911年2月場所 - 1913年5月場所
- 栃木山 守也（- もりや）1914年1月場所 - 1925年5月場所

## 年寄変遷
- 春日野 剛史（かすがの たけし）1925年5月 - 1959年10月